# Mathias Gallo Cassarino
Pour les articles homonymes, voir Gallo (homonymie) et Antonio Cassarino.
Vous pouvez aider à l'améliorer ou bien discuter des problèmes sur sa page de discussion.
- Il ne cite pas suffisamment ses sources. Vous pouvez indiquer les passages à sourcer avec {{référence nécessaire}} ou {{Référence souhaitée}}, et inclure les références utiles en les liant aux notes de bas de page. (Marqué depuis février 2014)
- Il est orphelin : moins de trois articles lui sont liés. Aidez à ajouter des liens en plaçant le code [[Mathias Gallo Cassarino]] dans les articles relatifs au sujet. (Marqué depuis janvier 2016)
- Il est à actualiser. Certains passages sont obsolètes ou annoncent des événements désormais passés. (Marqué depuis juin 2017)

- Archive Wikiwix
- Bing
- Cairn
- DuckDuckGo
- E. Universalis
- Gallica
- Google
- G. Books
- G. News
- G. Scholar
- Persée
- Qwant
- (zh) Baidu
- (ru) Yandex
- (wd) trouver des œuvres sur Wikidata

Mathias Gallo Cassarino (Né le 19 décembre, 1992). Mathias est un boxeur italien qui détient actuellement[Quand ?] le titre de champion du monde WPMF £ 135, avec sa victoire à la 61e anniversaire du prince de Thaïlande Royal Turf Club de la Thaïlande.

## Biographie
- Mathias Gallo Cassarino est né à Venaria Reale,[réf. nécessaire] Turin, Italie le 19 décembre 1992, Aujourd’hui il est âgé de 20 ans[pas clair] et déjà combattu contre du nombreux boxeurs du monde entier. La plupart sont des opposants thai, mais aussi Néerlandais, Japonais (il s’est entrainé pendant deux mois avec l’équipe Shobukai ([3]), Chinois, Russe, Taipei, Biélorussie, Ukraine, Ouzbékistan, Malaisie, France, Espagne, Singapour, Israël, Cambodge, Afghanistan, Iran. C’est surprenant qu’il ne se soit battu qu’une seule fois avec un opposant italien a Chieri (TO, Italie) en 2007[4].[pourquoi ?]

Nom de boxeur : Mathias Sitsongpeenong. A l’âge de 12 ans seulement Mathias pratique la box thaï de façon professionnelle (5 round de 3 min avec les coudes).
Le magazine italien sport 2.0 a dédicacé sa page de couverture de décembre 2010 à la vie quotidienne d’entrainement de Mathias.
Mathias est sponsorisé par[pas clair] :
A l’âge de 17 ans Mathias a remporté :
- son premier combat contre un thaï le 15 août 2015. Cet événement a été documenté par ilguerrierro[7].
- W.M.C Muay Thaï contre drugs champion 58 kg belt a Bangkok devant 200 000 spectateurs à l’occasion de l’anniversaire de la reine en avril 2010 par le Queens cup program Thaïlande Vs Challenger séries (Mathias a été le seul étranger à gagner contre un thai)[8],[9],[10]. Il a acquis son titre a Bangkok à l’occasion de l’anniversaire de la reine le 15 août 2008. Mathias a donc été rappelé pour cette occasion en 2011 mais malheureusement il a perdu aux points[11].

A l'âge de 17 ans il a gagné la médaille d’or de 57k junior au (WMF) championnat.
En 2009 lors du championnat mondial d’amateur de muay thai I.F.M.A à Bangkok il remporta la médaille de bronze dans la catégorie junior de 60 kg,,.
A seulement 18 ans Mathias a eu l’occasion de combattre dans le stade le plus prestigieux de Bangkok le ‘’Lumpini stadium’’ il remporte par KO contre un boxeur thai. (source) par erreur il a été appelé avec le nom Mathias Sitpsongpeenong (Italie) alors qu’il était encore Mathias Pattaya kombat.
Mathias a également combattu dans d’autres disciplines telles que Iranien restling un mélange de judo et karaté.

## Titres
- 2013 WPMF World Champion (135 lbs)
- 2013 WBC Muay Thai International Champion (130 lbs)
- 2013 N°10 WBC Muay Thai World Ranking (130 lbs)
- 2012 Revolution Australian Champion (59 kg)
- 2011 Prachuap Kirikan Province Champion (125 lbs)
- 2010 WMC Muay Thai Against Drugs World Champion (58 kg) – Queen’s Cup
- 2010 WMF Gold Medal (57 kg)
- 2009 IFMA Bronze Medal (60 kg)

## Combats
| 34 Victoires (12 pour (T)KO, 22 pour décision), 20 Défaites, 4 Nul |          |                                   |                                                                                |                  |        |       |
| Date du match                                                      | Résultat | Adversaire                        | Événement                                                                      | Type de décision | Rounds | Durée |
| 07 02 2015                                                         | Défaite  | Ayoub El Kaidar                   | La Nuit des Titans, Tours, France                                              | Décision         | 5      | 3:00  |
| 03 01 2015                                                         | Victoire | Khiev Khmer Gym                   | Open Stadium, Nakhon Ratchasima, Thaïlande                                     | KO               | 4      | 3:00  |
| 05 10 2014                                                         | Défaite  | Tongtang Muangseema               | Max Muay Thai World, Pattaya, Thaïlande                                        | TKO              | 2      | 3:00  |
| 08 08 2014                                                         | Défaite  | Captain Ken Pinsinchai            | H.M. Queens Birthday 2014 - Sanam Luang, Bangkok, Thaïlande                    | Décision         | 5      | 3:00  |
| 22 06 2014                                                         | Victoire | Denkiri Sor Sommai                | Max Muay Thai LIVE - Weekly, Pattaya, Thaïlande                                | Décision         | 3      | 3:00  |
| 11 05 2014                                                         | Victoire | Denkiri Sor Sommai                | Max Muay Thai LIVE - Weekly, Bangkok, Thaïlande                                | Décision         | 3      | 3:00  |
| 14 04 2014                                                         | Nul      | Rungravee Sasiprapa               | Combat Banchamek - Buakaw Promotion, Surin, Thaïlande                          | Décision         | 3      | 3:00  |
| 29 03 2014                                                         | Victoire | Petchaiya Sor Sirynia             | Max Muay Thai 7, Bangkok, Thaïlande                                            | Décision         | 3      | 3:00  |
| 07 02 2014                                                         | Défaite  | Igor Klimovich                    | RusThai Promotion, Pattaya, Thaïlande                                          | Points           | 3      | 3:00  |
| 03 01 2014                                                         | Victoire | ChokDee Lappet Ubon               | Muay Thai Combat Mania#Yokkao6, Pattaya, Thaïlande                             | KO (R2)          | 2      | 3:00  |
| 10 12 2013                                                         | Victoire | Sapanpetch Sit Ititsukato         | Max Muay Thai - Final Chapter, Khon Kaen, Thaïlande                            | Décision         | 3      | 3:00  |
| 10 11 2013                                                         | Défaite  | Mungkornpet Dragon GYM            | Bangla Stadium, Phuket, Thaïlande                                              | Décision         | 5      | 3:00  |
| 26 07 2013                                                         | Victoire | Juan Mario Keawsamrit             | 61st Birth Anniversary of HRH The Crown Prince of Thailand, Bangkok, Thaïlande | Décision         | 5      | 3:00  |
| 05 07 2013                                                         | Défaite  | Kemtong S. Baramee                | Boxing World, Pattaya, Thaïlande                                               | Décision         | 5      | 3:00  |
| 31 05 2013                                                         | Défaite  | Anvar Boynazarov                  | Toyota Marathon 63 kg, Kanchanaburi, Thaïlande                                 | Décision         | 3      | 3:00  |
| 02 05 2013                                                         | Défaite  | Jomkitti Lukbarnyai               | Thepprasit Stadium, Pattaya, Thaïlande                                         | Décision         | 5      | 3:00  |
| 08 04 2013                                                         | Victoire | Russian Fighter                   | Thepprasit Stadium, Pattaya, Thaïlande                                         | Décision         | 5      | 3:00  |
| 05 01 2013                                                         | Victoire | Van Chan Seth                     | WBC MT int. title fight, KO on Koh Chang, Koh Chang, Thaïlande                 | Décision         | 5      | 3:00  |
| 15 12 2012                                                         | Victoire | Silatong Mor Watanachai           | Thai TV 5, Lumpinee Stadium, Bangkok, Thaïlande                                | Per TKO          | 5      | 1:00  |
| 06 11 2012                                                         | Victoire | Yukiya Nakamura                   | Lumpinee Stadium, Bangkok, Thaïlande                                           | Décision         | 5      | 3:00  |
| 09 10 2012                                                         | Victoire | Nin Lookmakarmwan                 | Lumpinee Stadium, Bangkok, Thaïlande                                           | Décision         | 5      | 3:00  |
| 04 09 2012                                                         | Victoire | Mongkondam Sitwarunee             | Lumpinee Stadium, Bangkok, Thaïlande                                           | Décision         | 5      | 3:00  |
| 01 08 2012                                                         | Victoire | Insiekaow Kiatboonmee             | Boxing World, Pattaya, Thaïlande                                               | Per TKO          | 3      | 2.00  |
| 07 07 2012                                                         | Victoire | Joe Concha                        | Revolution @ The Roxy, Paramatta, Sydney, Australie                            | Per TKO (Cuts)   | 4      | 3.00  |
| 18 05 2012                                                         | Défaite  | Dieselnoi Sitkhrupian             | Lumpinee Stadium, Bangkok, Thaïlande                                           | Décision         | 5      | 3:00  |
| 17 04 2012                                                         | Défaite  | Kemarat Sitjapae                  | THAI FIGHT Extreme, Pattaya, Thaïlande                                         | Décision         | 3      | 3:00  |
| 23 03 2012                                                         | Défaite  | Nguyen Tran Duy Nhat              | WMF PRO-am World Championship- SEMI FINAL, Bangkok, Thaïlande                  | Décision         | 3      | 3:00  |
| 21 03 2012                                                         | Victoire | Majid                             | WMF PRO-am World Championship- QUARTER FINAL, Bangkok, Thaïlande               | Décision         | 3      | 3:00  |
| 21 01 2012                                                         | Victoire | Sangchan Na Pattaya               | Thepprasit Yokkao Stadium, Pattaya, Thaïlande                                  | TKO              | 3      | 2:00  |
| 05 12 2011                                                         | Victoire | Prabpram Sit Japow                | King's Birthday Celebration, Bang Saphan, Thaïlande                            | TKO              | 2      | 1:00  |
| 07 10 2011                                                         | Victoire | Thai Fighter                      | Thepprasit Yokkao Stadium, Pattaya, Thaïlande                                  | Décision         | 5      | 3:00  |
| 26 09 2011                                                         | Victoire | Royto Sor.Sopa                    | Thepprasit Fairtex Stadium Pattaya, Pattaya, Thaïlande                         | Décision         | 5      | 3:00  |
| 12 08 2011                                                         | Défaite  | Chanachai Or Bor Tor Lampongtammy | Queen's Cup 2011, Thailand Vs. Challenger, Bangkok, Thaïlande                  | Décision         | 5      | 3:00  |
| 15 04 2011                                                         | Défaite  | Phetbaanrai Or.Wongsri            | Lumpinee Stadium, Bangkok, Thaïlande                                           | TKO (ferita)     | 3      | 1:30  |
| 5 03 2011                                                          | Victoire | Chartpayak Sit-Ajarnmanote        | Lumpinee Stadium, Bangkok, Thaïlande                                           | TKO (Low Kick)   | 2      | 2:10  |
| 8 01 2011                                                          | Victoire | Urkam Sasiprapa Gym               | The Champions Club 6, Pattaya, Thaïlande                                       | Décision         | 5      | 3:00  |
| 23 12 2010                                                         | Victoire | Thai Fighter                      | Thepprasit Fairtex Stadium, Pattaya, Thaïlande                                 | KO (High Kick)   | 3      | 1:50  |
| 11 09 2010                                                         | Pareggio | Cambodian Fighter                 | Live Cambodian TV 3, Phnom Penh, Cambodge                                      | Décision         | 5      | 3:00  |
| 12 08 2010                                                         | Victoire | Khunlar Chokepreecha              | Queen’s Cup 2010, Thailand Vs. Challenger, Bangkok, Thaïlande                  | Décision         | 5      | 3:00  |
| 29 07 2010                                                         | Défaite  | Thai Fighter                      | Thepprasit Fairtex Stadium, Pattaya, Thaïlande                                 | Décision         | 5      | 3:00  |
| 13 06 2010                                                         | Défaite  | Eakkarat KBA                      | Windy Super Fights, Tokyo, Giappone                                            | Décision         | 3      | 3:00  |
| 25 04 2010                                                         | Pareggio | REO玲 央(フォルティス渋谷)        | Muay Lok promotion, Tokyo, Giappone                                            | Décision         | 3      | 3:00  |
| 05 03 2010                                                         | Victoire | Jason Wong                        | Libogen Fight Night Part 13, Hong Kong                                         | Décision         | 5      | 2:00  |
| 17 01 2010                                                         | Victoire | Irhi sit Shuki (Gil Saat)         | TARD KHONG PANDING Stadium, Bangkok, Thaïlande                                 | Décision         | 5      | 3:00  |
| 10 10 2009                                                         | Défaite  | Hong Kong Fighter                 | Libogen Fight Night, Hong Kong                                                 | Décision         | 3      | 2:00  |
| 06 08 2009                                                         | Pareggio | Leonard Nganga                    | Thepprasit Fairtex Stadium, Pattaya, Thaïlande                                 | Décision         | 5      | 3:00  |
| 18 07 2009                                                         | Défaite  | Eckachai Shothippawan             | The Avenue, Pattaya, Bangkok                                                   | Décision         | 5      | 3:00  |
| 08 02 2009                                                         | Victoire | Fauzan Zabidi                     | TM-WMC KL INTERNATIONAL MUAY THAI CHALLENGE 2009, Kuala Lumpur, Malaysia       | TKO              | 4      | 2:20  |
| 17 11 2008                                                         | Victoire | Rajchawat S.Jaratfha              | Thepprasit Fairtex Stadium, Pattaya, Thaïlande                                 | TKO              | 4      | 2:40  |
| 27 09 2008                                                         | Défaite  | Richmond Leong                    | S1 Singapore International Muay Thai Championship, Singapour                   | Décision         | 5      | 3:00  |
| 07 08 2008                                                         | Défaite  | Rajchawat S.Jaratfha              | Thepprasit Fairtex Stadium, Pattaya, Thaïlande                                 | Décision         | 5      | 3:00  |
| 21 07 2008                                                         | Défaite  | Thai Fighter                      | Thepprasit Fairtex Stadium, Pattaya, Thaïlande                                 | Décision         | 5      | 3:00  |
| 07 07 2008                                                         | Victoire | Thai Fighter                      | Thepprasit Fairtex Stadium, Pattaya, Thaïlande                                 | TKO              | 4      |       |
| 30 12 2007                                                         | Victoire | Japanese Fighter Por. Pramuk Gym  | Thepprasit Fairtex Stadium, Pattaya, Thaïlande                                 | KO (Knee)        | 5      | 1:00  |
| 26 07 2007                                                         | Victoire | Dutch Fighter Team Albert Kraus   | Thepprasit Fairtex Stadium, Pattaya, Thaïlande                                 | Décision         | 5      | 2:00  |
| 16 04 2007                                                         | Victoire | Thai Fighter                      | Thepprasit Fairtex Stadium, Pattaya, Thaïlande                                 | Décision         | 5      | 3:00  |
| 15 08 2005                                                         | Victoire | Petsiwa                           | Lamai Stadium, Koh Samui, Thaïlande                                            | Décision         | 5      | 3:00  |